# Alebroides taibaiensis
Alebroides taibaiensis är en insektsart som beskrevs av Chou och Zhang 1987. Alebroides taibaiensis ingår i släktet Alebroides och familjen dvärgstritar. Inga underarter finns listade i Catalogue of Life.